# Il Grande Male
Il Grande Male (in originale L'Ascension du Haut Mal) è un romanzo grafico autobiografico dell'autore francese David B.

## Storia editoriale
Il Grande Male uscì inizialmente in patria tra il 1996 ed il 2003 in sei tomi editi dalla casa editrice L'Association, nella collana «Éperluette», ed in volume unico nel 2011. In quest'ultima edizione, la prefazione e la postfazione sono state scritte dalla sorella dell'autore. 
Una prima edizione italiana, che copre i primi due volumi francesi, uscì nel 1999 per la Rasputin Libri, col titolo Cronaca del grande male. L'edizione integrale è stata realizzata nel 2004 dalla Coconino Press in due volumi, ciascuno dei quali raccoglie tre dei fascicoli originari. Una nuova edizione in volume unico è uscita nel 2016.

## Trama
A Orléans, negli anni Sessanta, trascorrono la loro infanzia Pierre-François (l'autore-narratore), il fratello maggiore Jean-Christophe e la sorella minore Florence, figli di insegnanti di disegno. Pierre-François è appassionato della storia delle conquiste mongole e riempie pagine e pagine con disegni di battaglie, memore anche dei racconti del nonno, reduce della Grande Guerra. Jean-Christophe, invece, vorrebbe essere un leader e si appassiona ai trascinatori delle folle, prima a Hitler poi ai bolscevichi. Egli inizia a mostrare i sintomi dell'epilessia: i genitori si rivolgono a molti medici ma, prima di tentare un'operazione molto rischiosa che viene loro proposta da un luminare, provano con un approccio macrobiotico proposto da un praticante giapponese di questa disciplina. Jean-Christophe sembra migliorare e la famiglia trascorre diversi periodi presso delle comuni macrobiotiche, gestite da esperti autoproclamati. L'allontanamento del maestro giapponese per esercizio abusivo della professione medica li getta sempre più tra le braccia di ciarlatani.
Nel 1970, Pierre-François, che inizia a nutrire il timore di ammalarsi egli stesso, decide di farsi chiamare David, per sancire un momento di passaggio. Si appassiona alla letteratura fantastica e disegna i suoi primi fumetti amatoriali. I suoi genitori cercano nell'esoterismo un rimedio alla malattia di Jean-Christophe, ma incontrano solo altri ciarlatani. Nel 1974 vanno a visitare, con una conoscente, una scuola steineriana per bambini disabili in Svizzera. Jean-Christophe rimane affascinato dall'ambiente, ma i suoi genitori non pensano che possa restarvi. L'anno successivo compie diciotto anni e diventa violento con i famigliari. Passata la minaccia di essere internato, viene messo in uno studentato a Parigi, mentre il fratello inizia a frequentare la scuola d'arti applicate, dove insegna il fumettista Georges Pichard. Jean-Christophe frequenta la facoltà di legge ma va raramente a lezione. Si reca invece spesso all'Opera, incantato dalle sue rappresentazioni. David, dal canto suo, passa diverse delusioni. Viene bocciato all'esame finale, e dopo il servizio militare inizia a lavorare come illustratore e si lega sentimentalmente ad una ragazza ebrea. Decidono di fare un figlio insieme, malgrado ella tema la trasmissione ereditaria dell'epilessia, ma le cure contro la sterilità alle quali si sottopongono si rivelano inutili.
Un farmaco sperimentale che dovrebbe eliminare le crisi epilettiche provoca invece a Jean-Christophe delle crisi di paranoia. Col passare del tempo, l'autore cerca di comprendere come la malattia del fratello abbia segnato anche la propria vita, a partire dai disegni di battaglie che realizzava durante l'infanzia. Egli interiormente aveva sempre accusato Jean-Christophe di non reagire, ma forse non aveva capito realmente il modo in cui il fratello stava lottando.

## Commento

### L'epilessia
Il Grande Male, titolo del fumetto, designa la malattia del fratello dell'autore, l'epilessia. Ma la scelta di un'espressione piuttosto antiquata ha un significato particolare: non si tratta solo di un caso di epilessia, è un flagello che tocca la famiglia nella sua interezza.
La malattia è più volte rappresentata sotto forma di una montagna scalata dall'autore: questi cade regolarmente, con la malattia rappresentata comme una vetta irraggiungibile. David B. si domanda esplicitamente che cosa prova suo fratello durante una crisi solamente nel quinto tomo, con una vera presa di coscienza della malattia. L'arrivo al culmine avviene solo nel sesto tomo, quando suo fratello Jean-Christophe ha già abbandonato l'idea della guarigione.

### Un'esperienza famigliare della malattia
David B. non risparmia nessuno nel suo racconto, che si tratti di lui stesso, di suo fratello, della sua famiglia, del personale medico, dei guaritori. Assimila la malattie di suo fratello alla Shoah, per il suo carattere distruttivo e il modo in cui si accanisce sulla sua vittima. Esiste un'evoluzione dello sguardo dell'autore sulla malattia che comporta un'evoluzione del modo di rappresentarla, sempre con una forte violenza. David B. racconta tre cose nel Grande Male: la malattia di suo fratello, la costruzione del suo immaginario e la vita di famiglia.
Jean-Christophe, da parte sua, ha seguito molto poco il racconto di suo fratello che lo riguarda, poiché non ne prova interesse. Non riconosce la propria malattia nei disegni dell'autore. Egli stesso scrive dei testi su ciò che prova.
La madre di David B. è rappresentata con un viso poco espressivo, come se portasse una maschera. Non si rappresentano la sua collera o certi episodi per un divieto da parte sua. Nondimeno, ella resta per l'autore il personaggio meglio riuscito, al contrario di suo padre. I suoi genitori erano entrambi professori di disegno, suo padre in un liceo e sua madre come insegnante di arti plastiche alla Scuola normale. Non disprezzavano il fumetto, poiché sapevano che il loro figlio l'adorava. 
La loro prima reazione nei confronti della malattia è orientarsi verso la medicina. La terapia è vissuta molto male dai genitori come da tutta la famiglia, poiché è usata come un pretesto da parte del personale medico per condurre esperimenti, senza che sia tanuta in alcun conto la volontà di Jean-Christophe, minorenne. Il fratello di David B. era più interessante per il chirurgo per l'eventuale fama che gli avrebbe portato più che per la capacità di curarlo. È quest'attitudine che porta i genitori a orientarsi verso metodi di cura non convenzionali, come la macrobiotica, che in un primo tempo porta dei frutti. Le crisi spariscono e i genitori si lanciano alla ricerca della guarigione, ricerca estremamente lunga. Tuttavia, s'imbattono in guru e ciarlatani, personaggi che coinvolgono Jean-Christophe e la sua famiglia nell'esercizio illegale della medicina o nell'abuso di posizione dominante. È nella seconda parte della cronaca famigliare che l'autore evoca in modo più particolareggiato il contesto degli anni Settanta, con la macrobiotica e le sue utopie comunitarie, anche se tutto ciò è largamente descritto nell'insieme degli albi del ciclo.
La sorella Florence non vive la malattia di Jean-Christophe allo stesso modo. Poco presente nel Grande Male, ne realizza tuttavia la prefazione e la postfazione.

### Il Grande Male: una forma di terapia?
Nel momento in cui, nel Grande Male, si vede tutta la famiglia piombare nella malattia di Jean-Christophe, questa serie di albi riveste per David B. una forma di terapia. Quest'opera, per la quale ci sono voluti vent'anni a David B. prima che fosse capace di realizzarla, gli permette di alleggerirsi di un peso. Il racconto di ciò che provava all'epoca dei fatti in un fumetto è vissuto da lui come una catarsi, un modo di mettere le cose a posto e di chiedersi come si ponga verso la malattia.

## Stile e narrazione

### Influenze
L'autore arriva alla letteratura nella sua gioventù, grazie alla rivista Planète di Jacques Bergier, e la collana di letteratura fantastica della casa editrice Marabout, dove si ritrovano i classici del fantastico francesi e stranieri, da Edgar Allan Poe a Claude Seignolle.
I suoi debutti nel disegno avvengono con imitazioni di fumetti, come Corto Maltese, Alack Sinner o le opere di Guido Crepax: il giovane traspone questi universi nel proprio, creando le sue storie personali. 
Il suo interesse per le stampe giapponesi e le miniature medievali (nelle quali la grandezza dei personaggi è data dalla loro importanza, senza che vi siano fattori di scala o profondità) caratterizza le sue opere. Il simbolismo si avvantaggia allora sul realismo.
Certi autori occupano un posto maggiore nell'opera, il cui stile grafico ricorda quello di Jacques Tardi, Hugo Pratt e José Muñoz, i preferiti di David B.

### Disegno e narrazione
Il Grande Male presenta uno stile grafico minimalista, bianco e nero. Sebbene le nuvolette siano puntualmente presenti, la narrazione è assicurata soprattutto da riquadri descrittivi e narrativi.
Nei suoi disegni l'autore gioca con i codici dell'arte medievale e della prospettiva,coi personaggi che hanno una taglia definita in funzione della loro importanza. Vi si confondono dei personaggi giganteschi e degli altri molto più piccoli. Nel bianco e nero dei disegni, l'autore traduce le ricerche esoteriche condotte dai suoi genitori in uno stile portato sull'aspetto simbolico (attorno alla gestualità e ai colori).
I suoi disegni sono sobri, senza messinscene spettacolari, e le espressioni dei volti restano rudimentali, ciò che può essere chiamato semi-realismo.
L'uso della metafora è spinto agli estremi: un personaggio, un luogo, un fenomeno possono trovarsi sostituiti da una visione metaforica.

### Babel: un epilogo all'opera
In Babel, l'autore prosegue l'esplorazione dei suoi ricordi d'infanzia miscelando autobiografia, riflessioni e mitologia. Quest'opera segna la continuità con Il Grande Male, dato che David B. dichiara di non aver finito con la sua storia, senza tuttavia scendere qui nei dettagli della malattia di Jean-Christophe.

## Portata dell'opera

### Un'opera che rende popolare il genere
È in Giappone che negli anni Sessanta appare il primo fumetto autobiografico, con l'autore Yoshiharu Tsuge. In Europa, tale innovazione è più tardiva, ma resta limitata. L'opera di David B. è una delle prime a riscuotere un grande successo, popolarizzando il genere e diffondendolo. La pubblicazione del primo fascicolo del Grande Male nel 1996 costituisce all'epoca uno choc in Francia, sia per il tema che per il modo in cui è trattato.

### Accoglienza
Il Grande Male beneficia di una grande copertura mediatica. La grandezza dell'opera viene riconosciuta: le sono dedicati articoli e critiche su L'Express e Le Monde. Sul primo, il giornalista Julien Bisson evoca la sua percezione di questo ciclo di albi: 
. Nell'articolo di Frédéric Potet comparso nel settembre 2011 su Le Monde, il giornalista sottolinea il talento dell'autore così come il suo stile grafico : 
. 

### Riconoscimenti
Il Grande Male ha ricevuto numerosi riconoscimenti: 
- 2000: Alph'Art du scénario al festival d'Angoulême.
- 2003: Prix de la ville de Genève pour la bande dessinée per il sesto albo.
- 2008: Premio Max e Moritz (Germania) come migliore pubblicazione fumettistica importata.
- 2008: 55º posto tra i «100 fumetti indispensabili» stabiliti dalla rivista Les Inrockuptibles[12].
- 2012: 8º posto tra i «50 fumetti essenziali» stabiliti dalla rivista Lire[13].
- 2016: Premio Eisner per il miglior fumetto straniero.

## Opere correlate

### Fumetti
Prima di mettersi al lavoro sull'Ascension du Haut Mal, l'album Il cavallo pallido (Le Cheval Blême) è stato una specie d'introduzione. L'autore mostra in un primo momento delle tavole dove disegna i suoi sogni ad artisti e amici come Jean-Christophe Menu e Charles Berberian, che l'incoraggiano a raccoglierli in un libro.
Inoltre, per contrasto al Cavallo pallido, l'ultima pagina dell'ultimo volume de Il Grande Male rappresenta un cavallo nero. Tale opera costituisce dunque la "preistoria" de Il Grande Male, trattandosi del primo libro autobiografico dell'autore in cui racconta la sua vita notturna.
Il fumetto Babel dello stesso autore, pubblicato a partire dal 2004 dalla Coconino/Vertige Graphic, ne costituisce una sorta di epilogo.

### Trasposizione cinematografica
È in corso per Il Grande Male un progetto di adattamento sotto forma di lungometraggio, in produzione de parte dello studio d'animazione di Lilla Tchak Films et Atopic, per la regia di Christophe Gérard. Due trailer sono stati presentati al Cartoon Movie di Lione nel 2014. Sebbene l'uscita fosse stata prevista per il 2017, al 2018 non è stata ancora fissata alcuna data.

## Edizioni

### Edizioni originali
1. Tome 1, 1996 ISBN 2-909020-73-8.
2. Tome 2, 1997 ISBN 2-909020-84-3.
3. Tome 3, 1998 ISBN 2-84414-004-1.
4. Tome 4, 1999 ISBN 2-84414-020-3. Vincitore del Prix du scénario al Festival d'Angoulême nel 2000.
5. Tome 5, 2000 ISBN 2-84414-047-5.
6. Tome 6, 2003 ISBN 2-909020-07-X.

- Edizione in volume unico, 2011 ISBN 9782844144362.

### Edizioni italiane
- David B., Il Grande Male, 2 voll., Maschera Nera, Bologna, Coconino Press, 2004.
- David B., Il Grande Male, Coconino cult, Bologna, Coconino Press, 2016,  p. 378.